# 9 (Eros Ramazzotti)
9 (reso graficamente come ER9S) è il nono album in studio del cantautore italiano Eros Ramazzotti, pubblicato il 30 maggio 2003 e arrivato in prima posizione per 14 settimane in Italia rimanendo in classifica 105 settimane e in Svizzera per 10 settimane rimanendo in classifica 69 settimane, la seconda posizione in Germania rimanendo in classifica 38 settimane e la quinta nei Paesi Bassi rimanendo in classifica 49 settimane.
L'album vende oltre 6 milioni di copie in tutto il mondo.

## Descrizione
Il titolo dell'album si riferisce al fatto che si tratta del nono disco registrato in studio dal cantante. Ramazzotti ha inoltre dichiarato di aver scelto 9 come titolo dell'album perché si tratta del numero che, nel mondo del calcio, viene spesso assegnato ai grandi centravanti, numero che diventa una metafora usata per suggerire all'ascoltatore di "giocare sempre d'attacco" nella vita.
Diversi brani inclusi nell'album hanno come tematica fondamentale la fine del matrimonio tra il cantautore e la showgirl Michelle Hunziker, alla quale sono esplicitamente dichiarati alcuni brani, ad esempio Solo ieri e C'è una melodia.
In particolare Ramazzotti, in occasione della conferenza stampa di presentazione del lavoro discografico stesso, ha dichiarato: «È un disco creato in un momento particolare della mia vita, lo si avverte soprattutto nei testi. Certo, anche nei momenti felici ho sempre scritto melodie struggenti, ce l'ho nel DNA, ma questo album è un disco-diario personale.»
Il brano Ti vorrei rivivere fa invece riferimento a una storia d'amore precedentemente vissuta dal cantautore. All'interno del disco è presente anche un brano dedicato ad Aurora Ramazzotti, la figlia che il cantautore ha avuto con la Hunziker. Il brano in questione, Canzone per lei, è dedicato anche a tutti quei padri separati che vorrebbero passare più tempo con i loro figli.
L'altra figura femminile alla quale si fa riferimento all'interno del disco è la madre di Ramazzotti, Raffaela Molina, scomparsa un anno prima dell'uscita dell'album, alla quale il cantante era molto legato ed a cui è dedicato il pezzo Mamarà, che trae il proprio titolo dal soprannome con cui la donna veniva affettuosamente chiamata dai propri figli. Ramazzotti ha dichiarato di aver voluto ricordare i momenti gioiosi vissuti con la madre e di aver scelto una sonorità tra il reggae e il calypso, evitando di scivolare in una melodia da lui definita strappalacrime.
Il singolo di lancio del disco, Un'emozione per sempre, diventato uno dei brani più popolari dell'artista romano, era stato inizialmente inciso da Alex Baroni, non vedendo tuttavia mai pubblicato a causa della tragica morte di Baroni a seguito di un incidente stradale nel 2002. Ramazzotti ha affermato di aver voluto cantare la canzone per ricordare l'amico e collega prematuramente scomparso.
I due brani Un attimo di pace e Piccola pietra sono due inni contro la guerra; in particolare, il primo dei due brani fa riferimento soprattutto alla guerra della cronaca rosa e dei falsi pettegolezzi.

## Tracce

### Edizione italiana
Il disco è costituito da 13 tracce:
1. Un attimo di pace – 4:35 (Adelio Cogliati, Claudio Guidetti, Eros Ramazzotti)
2. Solo ieri – 4:09 (Adelio Cogliati, Claudio Guidetti, Eros Ramazzotti)
3. Un'emozione per sempre – 3:56 (Maurizio Fabrizio, Adelio Cogliati, Claudio Guidetti, Eros Ramazzotti)
4. Ti vorrei rivivere – 4:29 (Adelio Cogliati, Claudio Guidetti, Eros Ramazzotti)
5. Il buio ha i tuoi occhi – 4:01 (Adelio Cogliati, Claudio Guidetti, Eros Ramazzotti)
6. Un'ancora nel vento – 4:07 (Adelio Cogliati, Claudio Guidetti, Eros Ramazzotti)
7. Piccola pietra – 4:06 (Maurizio Fabrizio, Adelio Cogliati, Claudio Guidetti, Eros Ramazzotti)
8. Mamarà – 4:01 (Adelio Cogliati, Claudio Guidetti, Eros Ramazzotti)
9. L'uomo che guardava le nuvole – 3:42 (Adelio Cogliati, Claudio Guidetti, Eros Ramazzotti)
10. Canzone per lei – 3:40 (Adelio Cogliati, Claudio Guidetti, Eros Ramazzotti, Fabrizio Lamberti)
11. Non ti prometto niente – 4:05 (Adelio Cogliati, Eros Ramazzotti)
12. Falsa partenza – 4:01 (Adelio Cogliati, Claudio Guidetti, Eros Ramazzotti)
13. C'è una melodia – 2:20 (Adelio Cogliati, Eros Ramazzotti)

Durata totale: 51:12

### Edizione spagnola
L'edizione in lingua spagnola contiene le stesse 13 tracce della versione italiana, appositamente adattate da Mila Ortíz Martín.
1. Un segundo de paz – 4:35 (Adelio Cogliati, Claudio Guidetti, Eros Ramazzotti)
2. Solo ayer – 4:09 (Adelio Cogliati, Claudio Guidetti, Eros Ramazzotti)
3. Una emoción para siempre – 3:56 (Maurizio Fabrizio, A. Cogliati, C. Guidetti, E. Ramazzotti)
4. Revivirte otra vez – 4:29 (Adelio Cogliati, Claudio Guidetti, Eros Ramazzotti)
5. La noche son tus ojos – 4:01 (Adelio Cogliati, Claudio Guidetti, Eros Ramazzotti)
6. Un ancla en el viento – 4:07 (Adelio Cogliati, Claudio Guidetti, Eros Ramazzotti)
7. Piedra pequeña – 4:06 (Maurizio Fabrizio, A. Cogliati, C. Guidetti, E. Ramazzotti)
8. Mamará, una gran mujer – 4:01 (Adelio Cogliati, Claudio Guidetti, Eros Ramazzotti)
9. El hombre que miraba las nubes – 3:42 (Adelio Cogliati, Claudio Guidetti, Eros Ramazzotti)
10. Canción para ella – 3:40 (A. Cogliati, C. Guidetti, E. Ramazzotti, Fabrizio Lamberti)
11. No te prometo nada – 4:05 (Adelio Cogliati, Eros Ramazzotti)
12. Falsa salida – 4:01 (Adelio Cogliati, Claudio Guidetti, Eros Ramazzotti)
13. Hay una melodia – 2:20 (Adelio Cogliati, Eros Ramazzotti)

Durata totale: 51:12

## Formazione
- Eros Ramazzotti – voce, cori, chitarra spagnola, chitarra baritona, chitarra elettrica, percussioni
- Michael Landau – chitarra acustica, chitarra elettrica, chitarra classica
- Michele Canova Iorfida – tastiera, programmazione
- Vinnie Colaiuta – batteria, percussioni
- Max Costa – programmazione
- Claudio Guidetti – bouzouki, cori, Fender Rhodes, chitarra a 12 corde, chitarra acustica, chitarra baritona, chitarra elettrica, tastiera, mandolino, organo Hammond, pianoforte
- Celso Valli – tastiera, organo Hammond, pianoforte, sintetizzatore
- Paolo Costa – basso
- Alfredo Golino – batteria
- Isobel Griffiths – violino

## Classifiche

### Classifiche settimanali
| Classifica (2003)                        | Posizione massima |
| ---------------------------------------- | ----------------- |
| Argentina (versione spagnola)            | 1                 |
| Argentina (versione italiana)            | 12                |
| Austria                                  | 2                 |
| Belgio (Fiandre)                         | 3                 |
| Belgio (Vallonia)                        | 3                 |
| Danimarca                                | 2                 |
| Europa                                   | 2                 |
| Finlandia                                | 9                 |
| Francia                                  | 5                 |
| Germania                                 | 2                 |
| Grecia                                   | 1                 |
| Italia                                   | 1                 |
| Paesi Bassi                              | 5                 |
| Polonia                                  | 18                |
| Portogallo                               | 27                |
| Repubblica Ceca                          | 18                |
| Spagna                                   | 4                 |
| Svezia                                   | 14                |
| Svizzera                                 | 1                 |
| Ungheria                                 | 4                 |
| Stati Uniti (Billboard Latin Albums)     | 30                |
| Stati Uniti (Billboard Latin Pop Albums) | 9                 |

### Classifiche di fine anno
| Classifica (2003) | Posizione |
| ----------------- | --------- |
| Austria           | 25        |
| Belgio (Fiandre)  | 54        |
| Belgio (Vallonia) | 34        |
| Danimarca         | 46        |
| Francia           | 82        |
| Germania          | 13        |
| Italia            | 1         |
| Svizzera          | 1         |
| Classifica (2004) | Posizione |
| Italia            | 14        |
| Svizzera          | 69        |